# 158년

## 연호
- 후한(後漢) 영수(永壽) 4년
- 후한(後漢) 연희(延熹) 원년

## 기년
- 후한(後漢) 환제(桓帝) 12년
- 신라(新羅) 아달라 이사금(阿達羅泥師今) 5년
- 고구려(高句麗) 차대왕(次大王) 13년
- 백제(百濟) 개루왕(蓋婁王) 31년

## 사건
- 음력 3월, 신라, 죽령(竹嶺)을 열었다. 왜인이 신라를 내빙하였다.

## 참고 문헌
- 김부식 (1145), 《삼국사기》 〈권2〉 아달라 이사금 조(條)